# Francis Younghusband
Pour les articles homonymes, voir Younghusband.

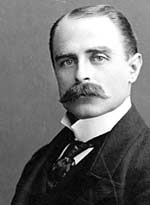
Portrait photographique de Francis Younghusband.

Francis Edward Younghusband (né le 31 mai 1863 à Murree aux Indes britanniques et mort le 31 juillet 1942 à Lytchett Minster dans le Dorset en Angleterre) était un lieutenant-colonel de l'armée britannique et un explorateur. Il est connu principalement pour ses périples en Extrême-Orient et en Asie centrale et leur relation. Son nom est attaché à celui de l'expédition militaire britannique au Tibet de 1903 à 1904 qu'il conduisit en tant que Commissaire aux affaires de la frontière tibétaine (Commissioner for Tibetan Frontier Matters), et au massacre de soldats tibétains qui se produisit à Guru.
En 1904, il signa avec le gouvernement tibétain le traité de Lhassa. Il est décrit par Christopher Hale et Paul Feyel comme ambassadeur[Passage problématique]. À son retour en Angleterre, Younghusband devint président de la Royal Geographical Society.

## Biographie

### Jeunesse
Francis Younghusband est né en 1863 à Murree (actuel Pakistan) dans une famille de militaires britanniques. Son père s'appelle John Younghusband et sa mère Clara Shaw. Le frère de Clara, Robert Barkley, est un explorateur connu pour avoir voyagé en Asie centrale.
Francis et sa mère partent vivre en Angleterre. Quand Clara retourne aux Indes britanniques en 1867, Francis reste avec ses tantes, lesquelles lui donnent une éducation austère, stricte et religieuse. En 1870, le père et la mère de Francis reviennent en Angleterre : la famille est de nouveau réunie.
En 1876, à l'âge de 13 ans, Francis entre au collège Clifton de Bristol puis en 1881 entre à l'académie militaire royale de Sandhurst. En 1882, il fait ses débuts dans l'armée.

### Carrière militaire

#### Tartarie

##### Expéditions au Xinjiang
Les Britanniques, conduits par Francis Younghusband, font différentes incursions au Xinjiang (alors appelé par les Européens, Turkestan chinois) dans la seconde moitié du XIXe siècle. En 1874, un traité commercial anglo-Kashgar est signé.

##### Mongolie
Le 12 avril 1887, Francis Younghusband part de Pékin, lors de congés de l'armée des Indes, en direction de la Mongolie avec pour but de visiter la Mongolie et le Turkestan. Il traverse le lendemain de son départ la Grande muraille de Chine et se retrouve dans les territoires de Chine administrés par les Mongols.
En 1886-1887, Younghusband fait une expédition à travers la Mandchourie, traverse ensuite le désert de Gobi et ouvre une route reliant Kashgar et l'Inde par la passe de Mustagh. Pour cet exploit, il est élu membre de la Royal Geographical Society et reçoit la médaille d'or de cette société. En 1887, il est le premier Occidental à explorer la vallée de Shaksgam dans le Cachemire.

##### Xinjiang de nouveau
En 1889, Younghusband est envoyé avec une petite escorte de soldats Gurkhas pour examiner une région inexplorée de la vallée de la Hunza et le col de Khunjerab par les montagnes du Karakoram. Alors qu'il établit son camp dans un secteur éloigné de Hunza, Younghusband reçoit un messager l'invitant à dîner avec le capitaine Bronislav Grombtchevsky, son homologue russe dans le Grand Jeu. Younghusband accepte l'invitation au camp de Gromchevsky, et après le dîner, les deux rivaux parlent durant la nuit, partageant cognac et vodka, et discutent de la possibilité d'une invasion russe de l'Inde britannique. Gromchevsky impressionne Younghusband par ses compétences en équitation et son escorte Cosaque, et Younghusband impressionne Gromchevsky par les tirs de fusil de ses Gurkhas. Après leur réunion dans cette région éloignée de frontière, Gromchevsky reprend son expédition vers le Cachemire et Younghusband continue son exploration de Hunza.

#### Indes
Pendant son service dans le Cachemire, il écrit un livre intitulé Cachemire, à la demande d'Edward Molyneux. Les descriptions de Younghusband vont de pair avec ses tableaux de la Vallée par Molyneux. Dans le livre, Younghusband exprime son immense admiration de la beauté naturelle du Cachemire et de son histoire.
En 1890, Younghusband est transféré au Service politique indien. Il sert d'officier politique en détachement de l'Armée britannique, notamment lros de l'expédition de Chitrâl.
Le Grand Jeu, entre la Grande-Bretagne et la Russie, continue au-delà du changement de siècle. Les rumeurs d'expansion russe dans le Hindou Kouch et une présence russe au Tibet incitent le Gouverneur général des Indes, Lord Curzon, à nommer Younghusband, alors commandant, Commissaire britannique au Tibet (Commissioner for Tibetan Frontier Matters) en 1902,. Il a pour commissaires adjoints John Claude White et Ernest Wilton. Curzon l’envoie en 1900 comme un ambassadeur à Lhassa.

#### Expédition au Tibet

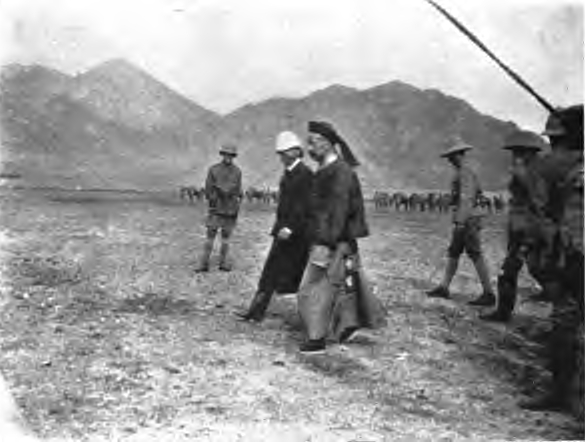
Francis Younghusband et l'amban You Tai, représentant du pouvoir de la Dynastie Qing au Tibet.

En 1903-1904, sous les ordres de Curzon, Younghusband, conjointement avec John Claude White, l'agent politique britannique au Sikkim, mena une expédition britannique au Tibet, dont l'objectif putatif était de régler les disputes sur la frontière Sikkim-Tibet, mais dont le vrai objectif, selon le China Tibet Information Center, aurait été d'établir l'hégémonie britannique au Tibet. L'expédition devint de façon controversée (en outrepassant des instructions de Londres) une invasion et une occupation de facto du Tibet. 
À peu près à cent miles à l'intérieur du Tibet, sur la route de Gyangzê à Lhassa, un conflit en dehors du hameau de Guru mène au massacre, par l'expédition, de six cents à sept cents militaires tibétains.
Le 7 septembre 1904, il signe pour le gouvernement britannique, la convention entre la Grande-Bretagne et le Tibet au palais du Potala avec Lobsang Gyaltsen, le Ganden Tripa, les représentants du Conseil des trois monastères de Sera, Drepung, et Ganden et les délégués laïques et religieux de l'Assemblée nationale pour le Gouvernement du Tibet, un accord entre les Britanniques et le gouvernement tibétain donne des droits d'accès à différentes mines, différentes concessions qui permettrons au Royaume-Uni d'y établir des marchés et des lignes télégraphiques. Devant le tollé international de ce traité, des amendements sont signés avec le gouvernement chinois, rappelant la souveraineté de la Chine sur le Tibet, le droit des Britanniques sur leurs concessions au Tibet et les frontières avec l'Inde britannique, dans le Traité de Pékin (1906).
La force britannique est soutenue par le roi du Bhoutan, Ugyen Wangchuck, qui est anobli en récompense de ses services.
Les militaires britanniques et Francis Younghusband quittent Lhassa le 23 septembre 1904. À son départ, le Ganden Tripa lui offre une statuette du Bouddha en bronze. Selon Claude Arpi et d'autres auteurs, lors d'une halte sur le chemin du retour, il eut une expérience mystique qui changea sa vie : l'homme de la guerre devint un homme de paix,,. Pour l'historien Sam van Schaik, ce n'était pas la première fois qu'Youghusband, qui était porté au mysticisme, avait eu ce genre d'expérience. Pour van Schaik, si pendant toute la durée de l'expédition il avait rédigé des notes pour un projet de livre intitulé Religion of the Traveller, en revanche il ne manifesta aucune curiosité à l'égard du bouddhisme tibétain. Selon van Schaik, La spiritualité qui se manifeste dans ses écrits ultérieurs a beaucoup en commun avec le spiritualisme mièvre qui était en vogue en Angleterre au début du XXe siècle. Pourtant, Laurie Hovell McMillin relève que dans ses travaux, Younghusband critique le bouddhisme, et a pu être influencé en cela par les écrits de Monier Monier-Williams et de Laurence Waddell. Quand il est mort en 1942, son corps reposa sous une pierre tombale avec un bas-relief de la ville de Lhassa. À sa demande, la statue de Bouddha que lui donna Tri Rinpoché fut placée au sommet de son cercueil.
En 1904, Younghusband reçoit le titre de Chevalier Commandeur de l'Ordre de l'Empire des Indes et, en 1917, le titre supérieur de Chevalier Commandeur de l'Ordre de l'Étoile des Indes.
En 1906, il s'installe au Cachemire comme représentant britannique avant de retourner en Grande-Bretagne, où il devient membre actif de nombreux clubs et sociétés. Pendant la Première Guerre mondiale, sa patriotique campagne du « Combat pour le Droit » commande la chanson Jerusalem.

## Famille

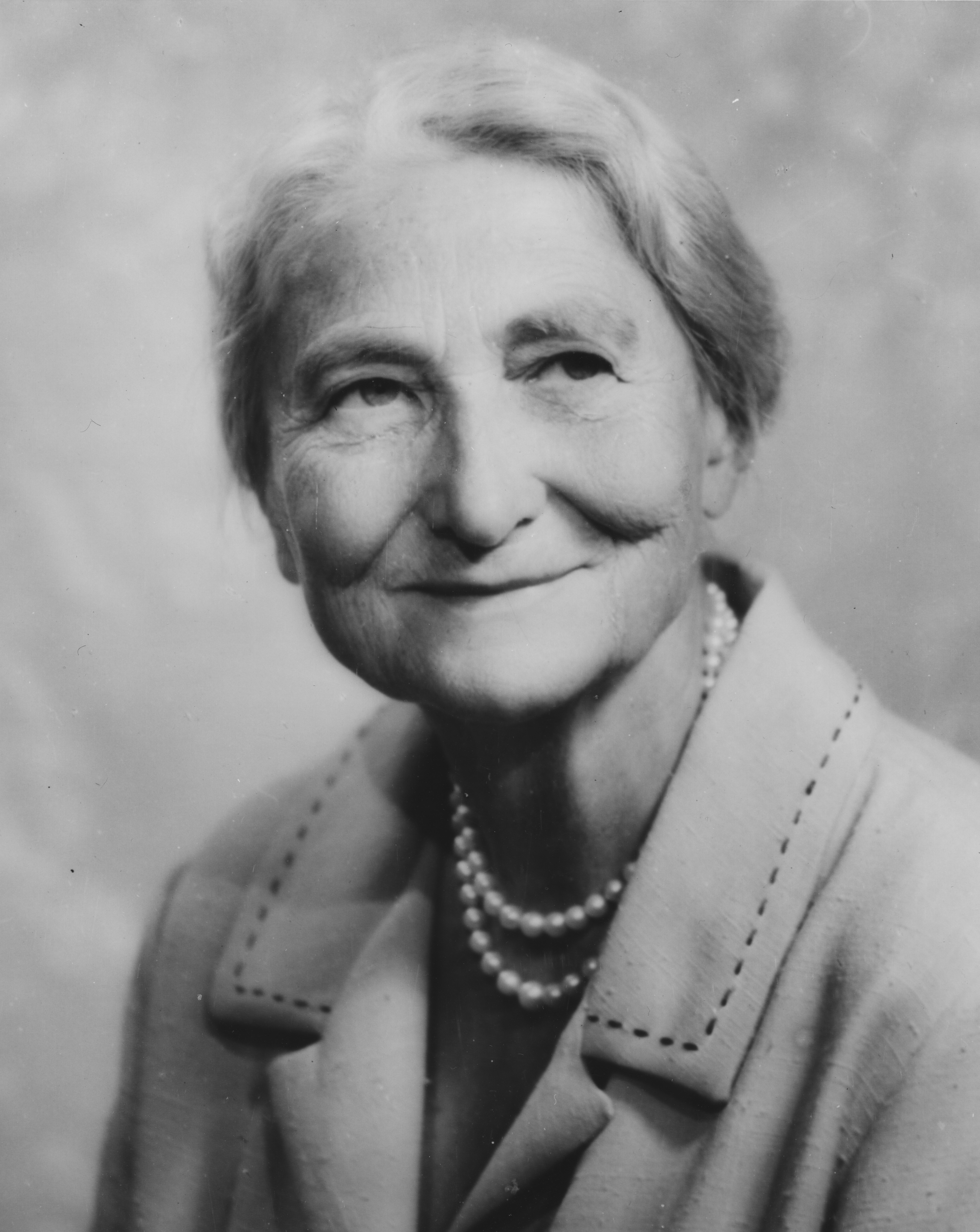
Eileen Younghusband.